# 绒毛薄鳞蕨
绒毛薄鳞蕨（学名：Leptolepidium subvillosum）为中国蕨科薄鳞蕨属下的一个种。

## 扩展阅读
- 維基物種上的相關：绒毛薄鳞蕨